# 2024 YR4
2024 YR4 er en asteroide på mellem 40 og 90 meter i diameter, klassificeret som en Apollo-asteroide (Jordkrydsende) nærjordsasteroide.
2024 YR4 blev opdaget af den chilenske station af Asteroid Terrestrial-impact Last Alert System (ATLAS) den 27. december 2024. Pr.  1. marts 2025 blev 2024 YR4 vurderet til 0 på Torino-skalaen med en 1 ud af 120.000 (0,00082%) chance for at påvirke Jorden den 22. december 2032. NASA giver en Palermo Technical Impact Hazard Scale-vurdering på -3,75 for 2024 YR4, hvilket svarer til en påvirkningsfare på 0,018% af baggrundsfareniveauet.
Opdagelsen har udløst det første skridt i planetariske forsvarsreaktioner, hvor alle tilgængelige teleskoper bliver bedt om at indsamle data om objektet.
Pr.  24. februar 2025 blev det oplyst af NASA, at der er 1,7% chance for at 2024 YR4 påvirker Månen.